# 乳胶

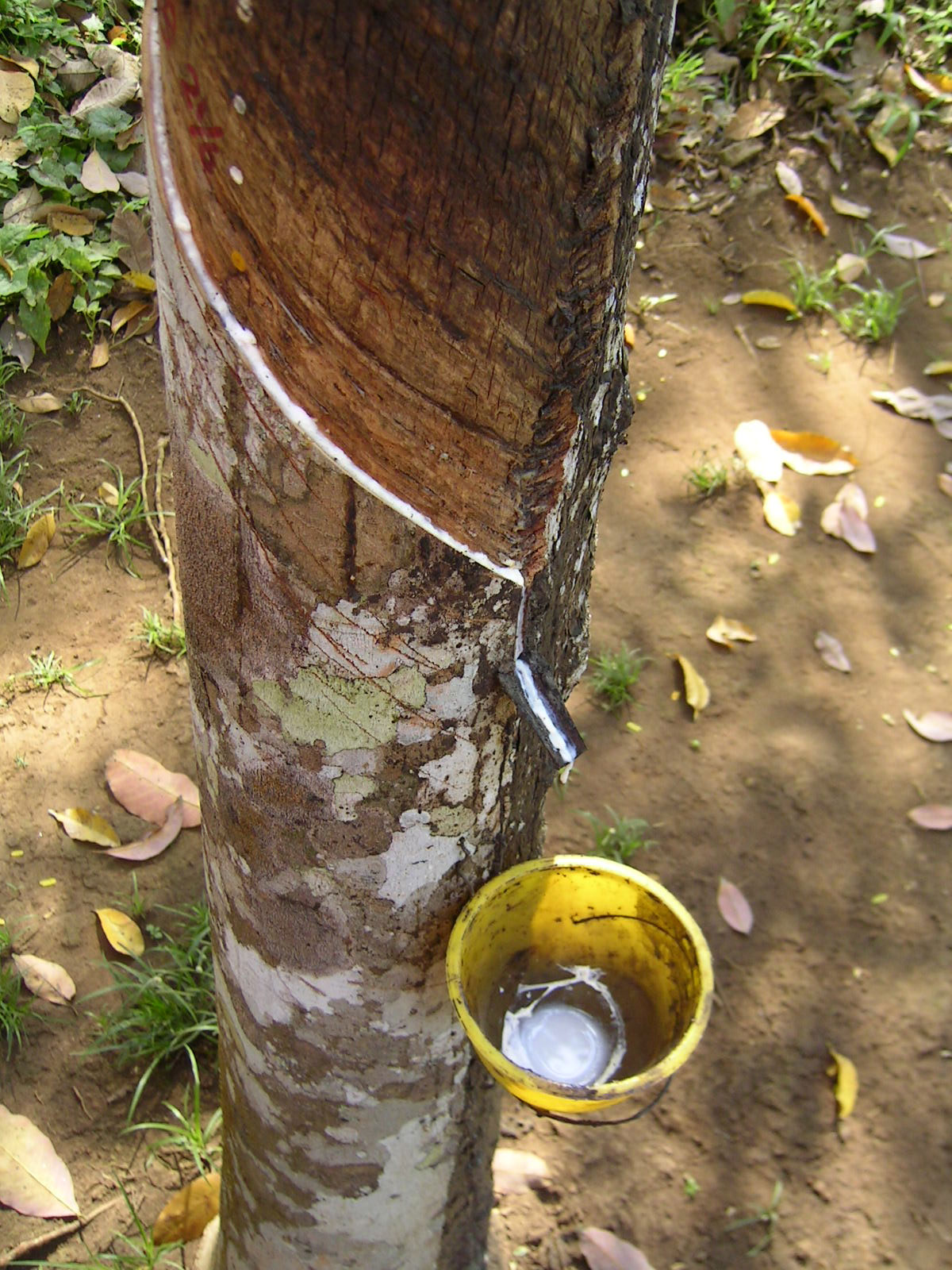
從樹木中抽取乳胶

乳胶是指從天然的樹木（被子植物，例如橡膠樹）中抽取的樹液，在空氣中會凝固。

## 成分
乳膠是一種微粒聚合物混合的乳劑，成分包括蛋白質、生物鹼、澱粉、糖類、植物油、單寧酸、樹脂、樹膠等。大多植物的乳膠都呈現乳白色，但是也有黃色、橘色或紅色、綠色的乳膠。
乳胶亦可指樹液提煉後的延展性物質，或由此（尤其是未經硫化者）制成的橡胶，即天然乳胶橡胶（natural latex rubber），如乳膠手套（latex gloves）、乳膠避孕套（latex condom）和乳膠服裝等，而許多人對這種橡膠內含的乳膠過敏。乳膠亦可指將單體聚合而成的聚合物，以界面活性劑乳化。

## 乳胶服装
乳胶被用于制作各种服装。它不同于合成橡胶制品般粗糙而通常更薄。着装时，直接喷涂在身上，它会紧贴在皮肤上，造成一种「第二皮肤」的效果，比合成橡胶更有光泽。乳胶作为一种服装材料，特别為恋物时尚和恋物俱乐部偏好使用，有几种杂志专门介绍和讨论乳胶服装的使用和穿着。

## 乳胶床墊
乳膠現在經常被用來製作全乳膠床墊或是作為床墊舒適層的材料。由於其回彈性、多口開放氣孔、密度高，軟硬度可以調整，大致上與密度成正比，因此作為床墊的體驗反饋良好。但乳膠也因為貼合身體曲線，因此容易聚集熱氣，但乳膠的導熱性差，因此只能透過氣孔的空氣導熱，散熱慢因此容易令人感到熱。